# 新冠肺炎疫情全球预测系统
新冠肺炎疫情全球预测系统是一个预测2019冠状病毒病疫情发展态势的系统，由兰州大学西部生态安全协同创新中心主任黄建平及其团队完成，于2020年5月25日首次发布，是世界上第一个全球疫情预测系统。该系统采用SIR预测模型等方法进行疫情预测，於2022年2月的一份预测结果称2019冠状病毒病疫情可能将会在2023年底平息，屆時全球累计将有7.5億人被感染。

## 准确性
该系统曾先后预测过北京、河南、扬州、莆田、厦门、呼伦贝尔等地疫情，预测结果基本与后来的疫情发展一致。中国工程院院士钟南山在2021年1月31日举行的“广州实验室科技助力基层疫情防控万里行”启动仪式上评价称“新冠肺炎疫情全球预测系统”的预测是“相当可靠的”。但由于疫情预测失准、数据库待优化、病毒传播力大大增强等原因，该系统发布的《兰州大学对3·1上海市突发新冠肺炎疫情的预测》一文处于维护状态。